# منصور غلوم
منصور غلوم عبد الرحمن البلوشي (مواليد 24 يوليو 1991) لاعب كرة قدم إماراتي يجيد اللعب كحارس مرمى في نادي الحمرية. 
لعب في نادي النصر ونادي رأس الخيمة ونادي خورفكان ونادي البطائح ونادي الحمرية.